# Arthur Philipp Flechtner
Arthur Philipp Flechtner (* 24. März 1858 in Langenbielau, Landkreis Reichenbach; † 9. Juni 1936 in Schweidnitz) war ein preußischer Generalmajor.

## Kindheit und Jugend
Er wurde als Sohn des Langenbielauer Fabrikbesitzers Ferdinand Gottlieb Flechtner (1811–1867) in Schlesien geboren. Sein Vater hatte sehr erfolgreich die bis dahin in Deutschland nicht genutzten mechanischen Webstühle aus England in Schlesien eingeführt und war so ein angesehener und reicher Unternehmer geworden. Seine Mutter Agnes Gründler, die zweite Ehefrau des Vaters, stammte vom Rittergut Herrenvorwerk bei Reichenbach. Flechtner verbrachte mit seinen neun Geschwistern eine materiell sorgenlose Kindheit im schlesischen Eulengebirge. Er besuchte die Volksschule in Langenbielau, später das Magdalenen-Gymnasium in Breslau sowie ein Gymnasium in Waldenburg.

## Militärkarriere

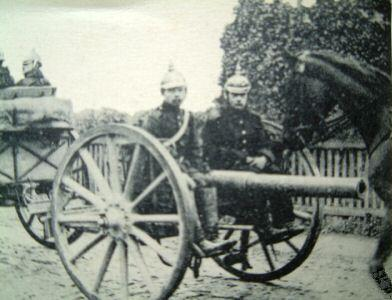
Deutsches Artilleriegespann ca. 1900

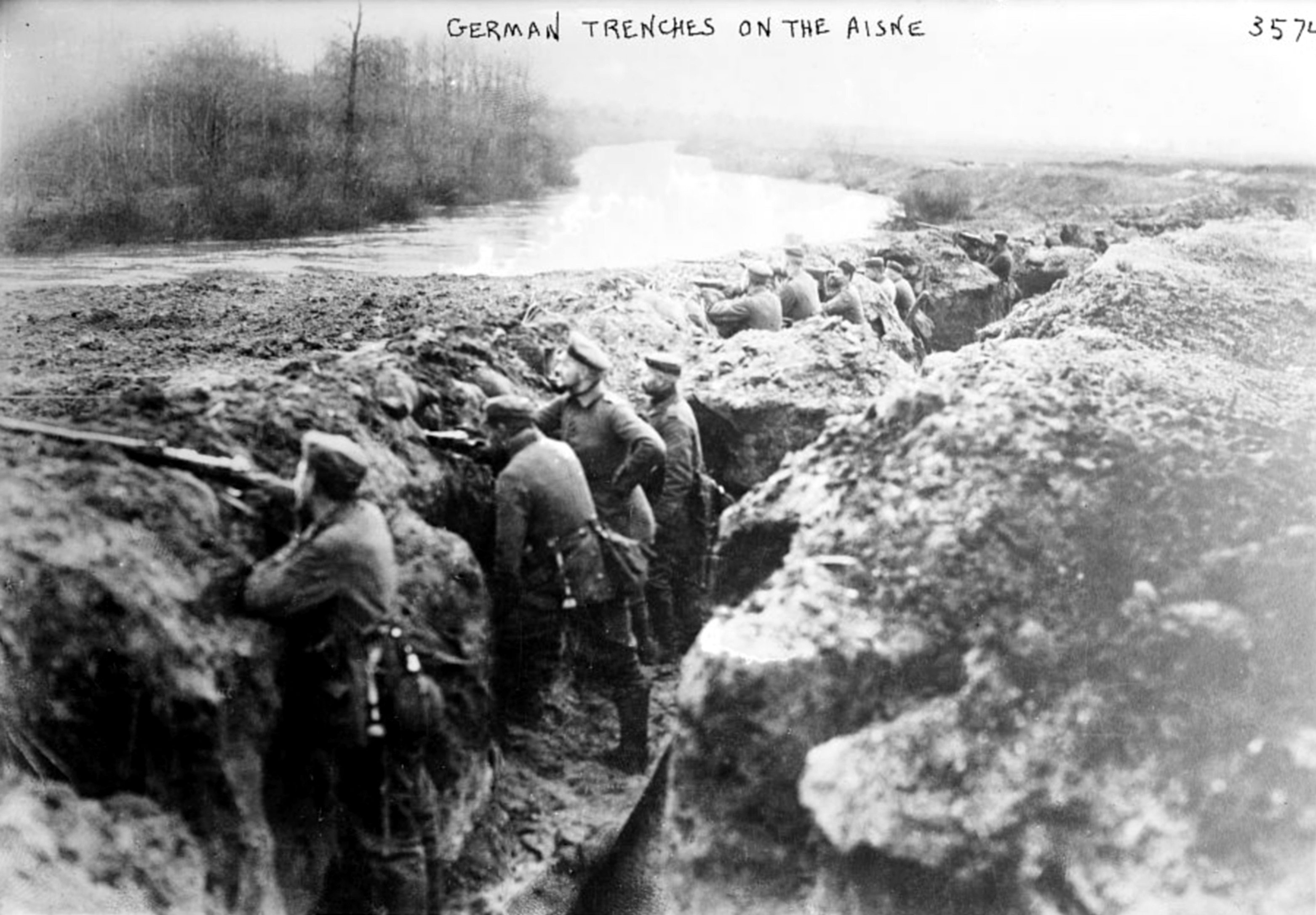
Stellungskrieg an der Aisne, hier deutsche Schützengräben 1917

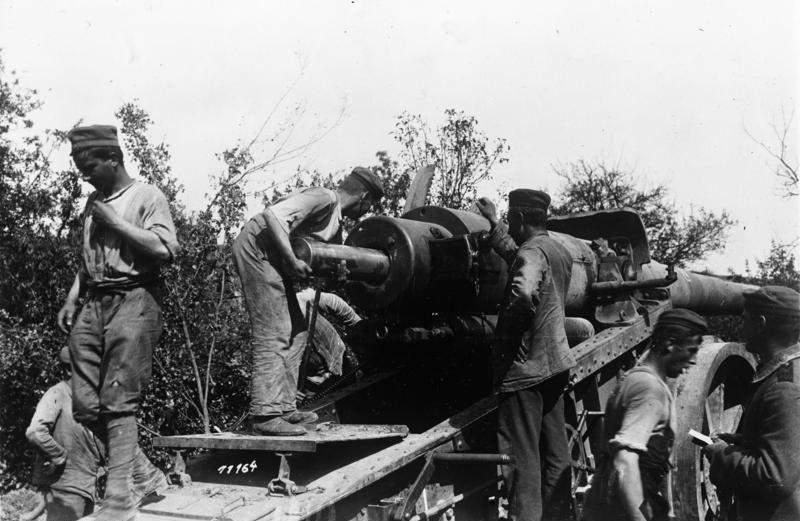
Deutsche Geschützmannschaft im Ersten Weltkrieg

1878 trat Flechtner als Fahnenjunker in das Feldartillerie-Regiment Nr. 5 der Preußischen Armee ein und wurde der Reitenden Abteilung in Sagan zugeteilt. Nach Beförderung zum Fähnrich besuchte er die Kriegsschule in Neisse sowie die Artillerieschule in Jüterbog bei Berlin. Nach Abschluss der Ausbildung wurde er zum Sekondeleutnant befördert.
Der Tod seiner ersten Frau (Christine Schlittgen) im September 1888 erschütterte ihn schwer. Flechtner bat um einen einjährigen Urlaub – damals sehr unüblich – den er im Jahre 1890/91 zu einer Reise nach Nordamerika, Ostafrika, Indien und in den fernen Osten (Japan, Hongkong, China) benutzte. Obwohl seine Vorgesetzten das Vorhaben missbilligten, erhielt er einen „Grossen Passbrief“ zum Reisepass vom Kaiser, in dem vermerkt war: „… Wir Wilhelm II, Kaiser und König von Gottes Gnaden … empfehlen unseren Premierleutnant Arthur Flechtner der Regierung, in deren Land er sich gerade aufhält, zu treuem Schutz und bitten, ihn notfalls mit Geldmitteln zu unterstützen, ja, auch, wenn es sein muss mit Waffengewalt …“ Entsprechend war die Unterstützung im Ausland groß. In Colombo (damals Ceylon) war Flechtner lange Gast beim dortigen Konsul Philipp Freudenberg (* 1843), in Hongkong war er bei der damals umstrittenen Ehefrau des Bevollmächtigten des Deutschen Kaiserreichs am Pekinger Hof und Schriftstellerin Elisabeth von Heyking eingeladen.
Nach Rückkehr von der Reise erfolgte für Flechtner die Versetzung zum Feldartillerie-Regiment Nr. 20 nach Posen. Um 1893 wurde er in Insterburg Batteriechef beim Feldartillerie-Regiment „Prinz August von Preußen“ (1. Litthauisches) Nr. 1. Weitere Verwendungen beim Feldartillerie-Regiment Nr. 22 sowie als Major beim Stabe im 1. Ostpreußischen Feldartillerie-Regiment Nr. 16 schlossen sich an.
In seine Zeit als Kommandeur der 1. Abteilung beim Feldartillerie-Regiment Nr. 19 in Erfurt, der damaligen Regierungshauptstadt der Provinz Sachsen, fällt 1906 die Ausrüstung des Regimentes mit den neu entwickelten Haubitzen, anstelle der bisher genutzten Kanonen.
Am 22. März 1913 wurde Flechtner als Kommandeur zum 1899 aufgestellten 2. Ober-Elsässischen Feldartillerie-Regiments Nr. 51 nach Straßburg im Elsass versetzt. Dieser Verband war Bestandteil der ebenfalls in Straßburg stationierten 30. Feldartillerie-Brigade der 30. Division. Das Regiment, vorher geführt von Oberst Mohn (1863–1921), war in einem schlechten Ausbildungszustand, da der Kommandeur gleichzeitig Flügeladjutant beim König von Württemberg gewesen war und sich deshalb selten in Straßburg aufgehalten hatte. Bei Dienstantritt stand Flechtner im Dienstgrad eines Oberstleutnants. In der Zeit bis zum Kriegsausbruch bildete Flechtner sein Regiment intensiv und „mustergültig“ aus. Am 22. April 1914 folgte seine Beförderung zum Oberst.

### Erster Weltkrieg
Mit dem von ihm ausgebildeten Regiment zog Flechtner in den Krieg und wurde zunächst dem Kriegsverlauf folgend im Bewegungskrieg in Elsaß-Lothringen, später in den zähen, menschen- und materialvernichtenden Stellungskämpfen an der Aisne, in Ypern und auch bei der Schlacht um Verdun eingesetzt.
In vielen Gefechten und Schlachten, in denen der Verband häufig frontnah oder direkt in der Hauptkampflinie eingesetzt wurde, bewährte sich das Regiment. Jentsch vermerkt, Flechtner habe den Verband „bei Mülhausen (9. und 15. August 1914) und Saarburg, am Höhenzug Chemin des Dames, vor Ypern und bei Verdun zu Ruhm und Ehre geführt“. So erhielt der Regimentskommandeur als erster Regimentsangehöriger das Eiserne Kreuz II. Klasse – für einen Aufklärungsritt mit Feindkontakt nach Raon-l’Étape am 25. August 1914. Am 1. Oktober 1914 erhielt er das Kreuz I. Klasse.
Flechtner wurde am 12. September 1915 zum Kommandeur der 30. Feldartillerie-Brigade ernannt, zu der neben seinem bisherigen Regiment das Straßburger Feldartillerie-Regiment Nr. 84 gehörte. Sein Nachfolger als Regimentskommandeur wurde Oberstleutnant von Griesheim. Mit diesem Posten des Brigadekommandeurs war auch die zeitweise Ausübung der Funktion General vom Dienst verbunden. Dem General vom Dienst unterstanden außer Artillerie- auch Infanterie-Einheiten. Am 25. Juli 1916 wurde Flechtner zum stellvertretenden Generalkommando beim XV. Armee-Korps versetzt.

### Verwundung und Ruhestand
Im November 1916 wurde Flechtner nach einer Schussverletzung mit einem Lazarettzug in das Berliner Elisabeth-Krankenhaus in der Lützowstraße überführt. Dort wurde er von Professor Sauerbruch behandelt. Am 1. Mai 1917 folgte seine Versetzung zu den Offizieren von der Armee (später wurde eine solche verwendungsfreie Zeit als Führerreserve bezeichnet) und unter Beförderung zum Generalmajor seine Verabschiedung aus dem aktiven Dienst. Flechtner wurde jedoch als z.D.-Offizier wiederverwendet und übernahm für kurze Zeit das Kommando über die Ersatzabteilungen des XIV. und des XV. Armee-Korps. In Würdigung seine Verdienste erhielt er am 17. Dezember 1917 den Roten Adlerorden II. Klasse mit Schwertern. Bis Kriegsende war Flechtner dann noch Inspekteur der Ersatz-Artillerie in Karlsruhe.
Nach dem Krieg zog er sich in seine schlesische Heimat zurück und lebte in Schweidnitz im Ruhestand. Dort starb er und wurde später in Langenbielau/Schlesien beerdigt.

## Familie
Flechtner war zweimal verheiratet. Am 15. August 1885 heiratete er Wilhelmine Christine Schlittgen (1857–1888), Tochter des Anton Gustav Schlittgen, eines Eisenhüttenbesitzers und Kommerzienrates aus Kotzenau, mit der er zwei Söhne hatte. Egon Arthur Flechtner (1886–1914), Oberleutnant zur See, fiel am 4. November 1914, als sein Schiff, der Große Kreuzer Yorck im Nebel auf ein Minenfeld in der Jadebucht nahe dem Kriegshafen Wilhelmshaven lief. Der zweite Sohn, Edgar Arthur Flechtner (1888–1968), wurde später Teilhaber der Textilfabrik G. F. Flechtner seines Großvaters.
Nachdem Christine Flechtner bereits mit 31 Jahren gestorben war, heiratete er 1896 Franziska (Fanny) Eckard (1875–1963), Tochter des Oberregierungsrats Viktor Eckard und der Juliane Witte aus Lüneburg. Aus dieser Ehe stammten drei Kinder: die Sängerin Ilse Flechtner (1897–1980), Anne Katrin Flechtner, verheiratete Freifrau von Dobeneck (1900–1978), sowie Eckard Flechtner (1905–1991), Oberforstmeister in Göttingen und Wennigsen/Deister. Letzterer heiratete Ingeborg von Thaer, Tochter des Landeshauptmanns von Schlesien, Georg von Thaer.